# Sinfonia n. 8 (Schubert)
La Sinfonia n. 8 in Si minore D 759, comunemente detta Incompiuta (in tedesco Unvollendete), scritta nel 1822, è una delle composizioni più note di Franz Schubert.

## Storia
Tra il 1820 e il 1821 Schubert attraversò un periodo di vera crisi compositiva; riprese lentamente a comporre nel 1822, ma alcune delle opere scritte rimasero incompiute. Nonostante la malattia che lo aveva colpito e le conseguenti sofferenze, egli decise di dedicarsi solo alla musica, tralasciando anche le cure necessarie per la salute. Dopo gli abbozzi in versione pianistica di una nuova sinfonia in Re maggiore si dedicò a una nuova composizione in Mi maggiore lasciando anche questa incompiuta. Dopo aver terminato l'opera Alfonso ed Estrella, diversi lieder e la Messa in La bemolle maggiore, iniziò a scrivere una nuova sinfonia in Si minore. La stesura del lavoro iniziò il 30 ottobre 1822, come attestato dal manoscritto autografo, e si protrasse per tutto l'autunno.
Alla morte di Schubert, avvenuta nel 1828, ne risultavano completati solo i primi due movimenti, Allegro moderato e Andante con moto, mentre di un terzo movimento (Scherzo) rimane lo spartito per pianoforte quasi completo, ma con sole due pagine già orchestrate. Non si sa con certezza perché il musicista abbia abbandonato la stesura della sinfonia. Il musicologo Einstein ritenne che Schubert non avrebbe potuto completarla in nessun modo. Egli afferma che Lo Scherzo, dopo le prime battute, «suona come un luogo comune dopo l'Andante. Dobbiamo forse immaginare che Schubert non avesse alcuna consapevolezza di questo valore? Egli aveva già scritto troppe opere compiute per potersi accontentare di qualcosa di inferiore o anche solamente di più ovvio». L'ipotesi è però inattendibile, anche se risulta abbastanza difficile immaginare che gli altri due tempi potessero essere scritti ad altissimi livelli come i primi due. Non è comunque credibile che il compositore pensasse di non poter completare il lavoro; l'ipotesi più valida sembrerebbe quella che afferma che i motivi furono meramente pratici; la sinfonia forse non avrebbe reso molto in termini economici all'autore a cui, peraltro, venne richiesta nel novembre del 1822 la composizione della Wanderer Fantasie lavoro che sarebbe stato ben remunerato, motivo essenziale viste le costanti difficoltà finanziarie in cui versava il musicista.
Molti poi hanno teorizzato che Schubert potrebbe aver abbozzato un finale che invece è diventato il grande entr'acte in Si minore dalle sue musiche di scena per Rosamunde, ma ciò è tutto da dimostrare. Altre ipotesi affermano che il compositore ritenesse pesante l'uso del tempo ternario in tutti i movimenti (inconsueto nella struttura di una sinfonia), infatti il primo movimento è in 3/4, il secondo in 3/8 e il terzo sarebbe stato anch'esso in 3/4. La tonalità dell'Incompiuta è inusuale per una sinfonia del periodo classico (né Haydn né Mozart né Beethoven scrissero mai sinfonie nella tonalità di Si minore) e costituisce di per sé un sintomo della transizione al romanticismo. Questa composizione è infatti chiamata la prima sinfonia romantica. 
Il manoscritto della sinfonia non era parte della grande mole di lavori schubertiani rimasti al fratello Ferdinand e da lui custoditi perché Schubert nel 1823 aveva dato la partitura all'amico Anselm Hüttenbrenner, rappresentante di un'associazione di amici della musica di Graz, l'Unione musicale Stiriana, che aveva conferito a Schubert un diploma onorifico; probabilmente la Sinfonia era proprio destinata all'associazione come ringraziamento. Hüttenbrenner conservò la partitura per molto tempo fino a quando suo fratello Joseph la trovò nel 1860 e ne fece menzione a Johann Ritter von Herbeck; alcuni anni dopo il direttore riuscì con pazienza a ottenere la partitura da Hüttenbrenner che la conservava in un cassetto fra numerosi altri manoscritti. Egli, in sede di prima esecuzione, aggiunse come Finale l'ultimo movimento della Terza Sinfonia dello stesso Schubert.
La prima esecuzione fu postuma a Vienna, presso il Burgtheater per la Gesellschaft der Musikfreunde, il 17 dicembre 1865, diretta da Johann von Herbeck. L'autografo è conservato alla Gesellschaft der Musikfreunde di Vienna. La prima edizione in partitura, postuma, fu stampata da Spina a Vienna, nel 1867.

### Tentativi di completamento
Dopo la morte di Schubert si è tentato più volte di completare l'Incompiuta. Basandosi sulle battute esistenti dello Scherzo alcuni compositori tra cui Niels Gade e Felix Weingartner tentarono di completare il terzo movimento. In seguito, in occasione del centenario della scomparsa del compositore nel 1928, una casa discografica statunitense chiese a diversi musicisti di partecipare a una gara per realizzare il completamento dell'opera. Questo progetto sollevò una marea di critiche e pareri contrari al punto che gli ideatori mutarono il soggetto dell'iniziativa nella creazione di un brano "ispirato" a Schubert. Uno dei tentativi più recenti è stata infine l'opera dei due musicologi inglesi Gerald Abraham e Brian Newbould, che a questo scopo hanno riadattato come terzo movimento della sinfonia ciò che resta dello Scherzo abbozzato da Schubert e come quarto ed ultimo movimento l'intermezzo in Si minore tratto dalle musiche di scena per il dramma Rosamunde (composte dallo stesso Schubert), intermezzo che anche altri musicologi hanno ritenuto essere stato originariamente concepito da Schubert come Finale per questa sinfonia. Nel 2019 il compositore contemporaneo Lucas Cantor ha ricostruito la sinfonia n.8 nel terzo e quarto movimento affidando a una intelligenza artificiale l'analisi di timbro, tono e metro del primo e del secondo movimento della sinfonia che ha proposto alcuni sviluppi creativi.

## Struttura e analisi
La parte completata della sinfonia si divide in due movimenti. Del terzo movimento rimangono solo 128 battute.
1. Allegro moderato in Si minore, 3/4 (368 battute)
2. Andante con moto in Mi maggiore, 3/8 (312 battute)
3. Scherzo. Allegro (Si minore) e Trio (Sol maggiore) (128 battute)

Il primo movimento è in forma-sonata e inizia con un primo tema in Si minore, introdotto dai violoncelli e dai contrabbassi, seguono i violini che introducono un motivo indipendente; la melodia è quindi affidata agli oboi e ai clarinetti, per poi modulare, dopo una breve transizione di quattro battute, a un secondo tema in Sol maggiore, suonato dai violoncelli e ripetuto dai violini. La sezione dello sviluppo è piuttosto estesa ed è basata sulla rielaborazione del primo tema, ripreso per un tratto in modo preponderante dai tromboni. La ripresa segue le regole della forma-sonata, tranne che per un'insolita modulazione del secondo tema il quale, anziché essere ripresentato nella tonica di Si minore, appare in Re maggiore. Il primo movimento si chiude con una coda in Si minore che richiama anch'essa il primo tema.
Questo primo movimento della sinfonia, per la particolare tensione e intensità, è stato più volte paragonato al primo tempo della quinta di Beethoven, ma dove quest'ultimo dà una sferzata notevole al tema con una rilevante intensità ritmica, rendendo le reiterazioni dello stesso ricche di tragica tensione emotiva, Schubert riporta a un contrasto decisamente più definito tra le due melodie e anche fra queste e la parte introduttiva. L'intenso tema espresso dai violoncelli e dai contrabbassi, con la sua carica di apprensione, è riproposto nella parte dello sviluppo con una drammaticità che supera anche quella beethoveniana.
Primo tema (oboe e clarinetto)
Audio playback is not supported in your browser. You can download the audio file.
Secondo tema (violoncelli)
Audio playback is not supported in your browser. You can download the audio file.
Nel secondo movimento, scritto in forma-sonata ma senza alcuno sviluppo, è nella chiara tonalità di Mi maggiore; si apre con un tema pacato affidato agli archi e ai fiati. L'esposizione del tema è finemente suddivisa tra i corni e i violini con il pizzicato dei contrabbassi. Un accenno di un motivo diverso in Si maggiore è ancora affidato ai fiati e agli archi. Il vero secondo tema entra alla battuta 66 ed è esposto dapprima dal clarinetto per poi passare agli altri legni. Entrambi i temi sono intervallati da episodi contrappuntistici e vengono ripetuti con variazioni. La parte centrale, di notevoli dimensioni, con le sue modulazioni prende il posto di un vero sviluppo portando il brano alla ripresa con i due motivi principali. Il movimento termina con un pianissimo tenue ed elegante che racchiude in sé una maliconia quasi rassegnata.

## Organico
La sinfonia è strumentata per un'orchestra composta da due flauti, due oboi, due clarinetti, due fagotti, due corni, due trombe, tre tromboni, due timpani in Si e in Fa diesis e archi (due sezioni di violini, viole, violoncelli e contrabbassi).
L'orchestra della Sinfonia in Si minore è in pratica la stessa della Settima sinfonia, con solo due corni al posto di quattro. Schubert ha qui dato una certa rilevanza ai tromboni che hanno parti melodiche notevoli, in particolare nel primo movimento. Tradizionalmente, il suono del trombone ha un particolare significato simbolico, che all'epoca veniva associato al mondo dell'aldilà; utilizzando questi strumenti nell'Incompiuta, Schubert sottolinea quello che è il lato tragico e oscuro della sinfonia.

## Discografia selettiva
- Karl Böhm, Wiener Philharmoniker, Decca Records
- Günter Wand, Gürzenich-Orchester, Testament SBT1364
- Carlos Kleiber, Wiener Philharmoniker, DG 449 745-2GOR
- Giuseppe Sinopoli, Philharmonia Orchestra, DG 445 514-2GMA
- Colin Davis, Sächsische Staatskapelle Dresden, Profil PH08043
- Nikolaus Harnoncourt, Orchestra reale del Concertgebouw, Warner Classics 0927 49813-2